# Brunoro Gambara

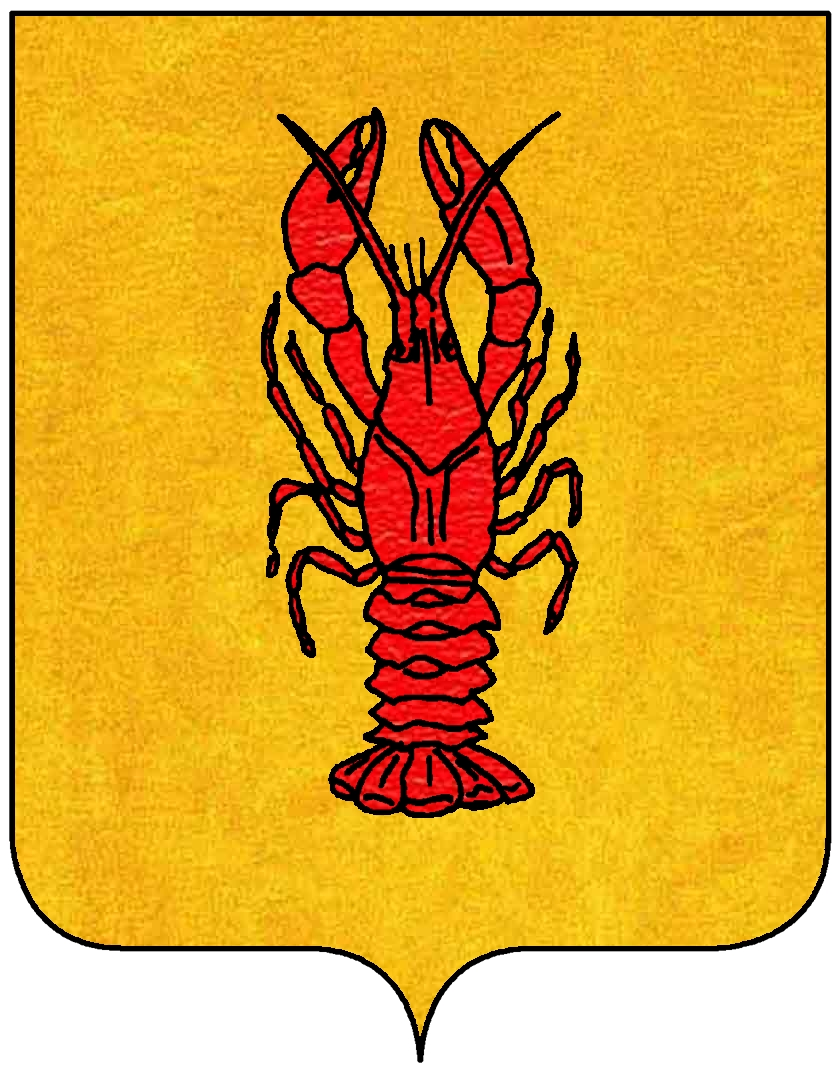
Stemma della famiglia Gambara

Brunoro Gambara (1490 – Brescia, 1559) è stato un condottiero italiano.

## Biografia
Brunoro Gambara fu conte di Pralboino e signore di Bordolano, appartenente alla nobile famiglia bresciana dei Gambara. Sposa Virginia Pallavicini, vedova di Ranuccio Farnese, figlio naturale di papa Paolo III.
Fu al servizio del re di Francia dal quale gli viene assegnato il titolo di ciambellano di corte.
Nel 1524 partecipa alla difesa di Milano e per questo compito gli verrà riconosciuto il feudo di Bordolano.

## Discendenza
Brunoro e Virginia ebbero due figli:
- Ranucio, sposò Vittoria Pallavicino
- Giovanni Francesco (1533-1587), cardinale